# آندژی دسکور
آندژی دِسکور (لهستانی: Andrzej Deskur؛ زادهٔ ۲۸ مه ۱۹۷۲) بازیگر اهل لهستان است.
از فیلم‌ها یا مجموعه‌های تلویزیونی که وی در آن‌ها نقش داشته‌است، می‌توان به فرصت دوباره، بدون پنهان‌کاری، رازداری حرفه‌ای، ژنرال نیل، موج جرم و جنایت، مایکا، تاج پادشاهان، پزشکان، مجرد، بلفر، ع چون عشق، قرارداد، در خوشی و سختی، کارآگاهان جنایی، عشق اول، اداره ترافیک، قانون حقیقی، یولیا، ۸۰ میلیون، دوران افتخار، هتل ۵۲، معکوس، پدر متیو، در خیابان سپولنی، ماگدا ام.، جهان به روایت خانواده کیپسکی، خانه کشیش، کشیشان، پرستار کودک، کارول: مردی که پاپ شد، خط تأخیر و برادر الهی ما اشاره نمود.